# 水尾神社

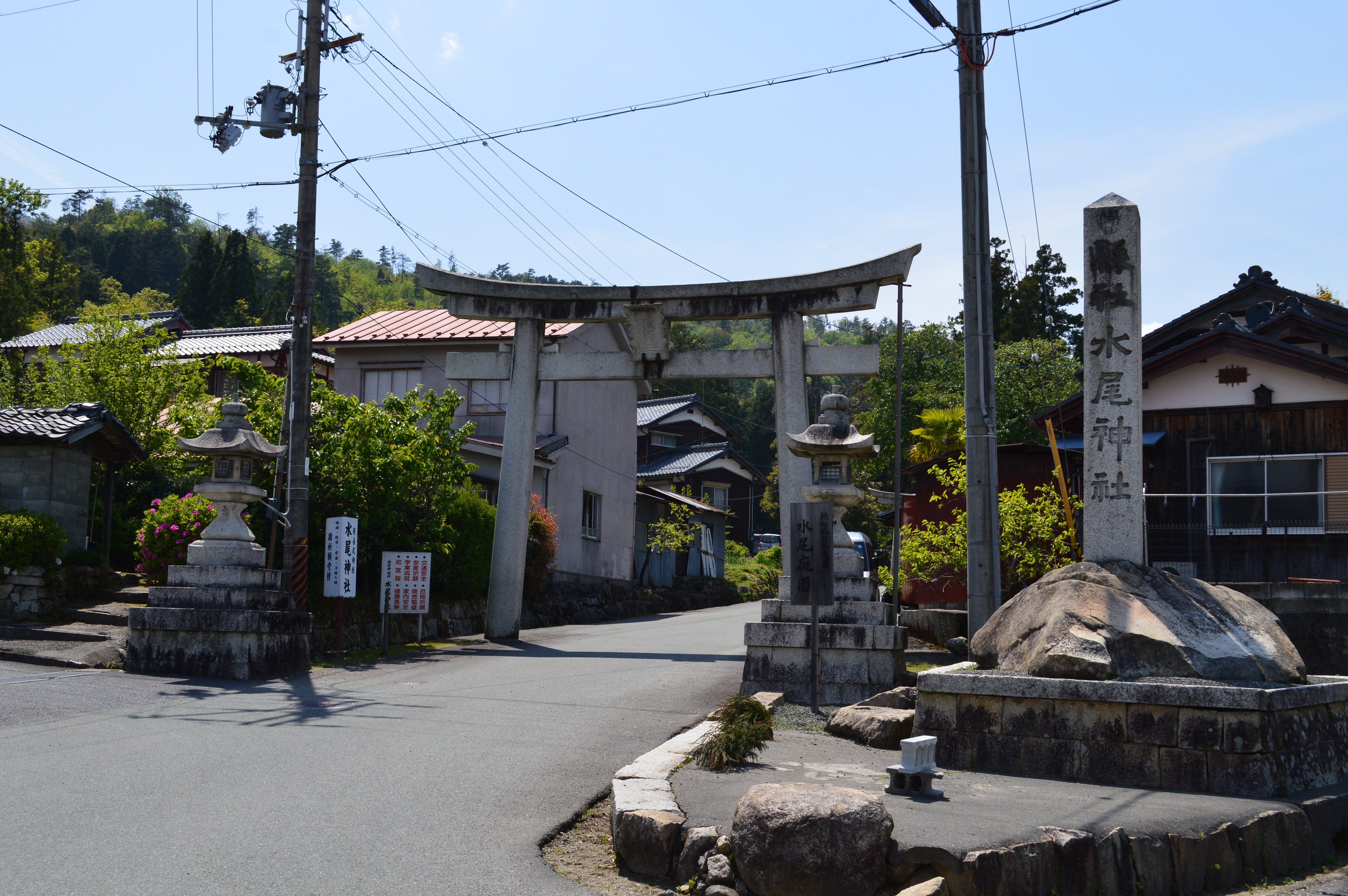
鳥居

水尾神社（みおじんじゃ/みをじんじゃ）は、滋賀県高島市拝戸（はいど）にある神社。式内社（名神大社）で、旧社格は県社。神紋は「菊」。

## 祭神
祭神は次の2柱。
- 磐衝別命 （いわつくわけのみこと）
第11代垂仁天皇皇子で、『古事記』『日本書紀』では三尾君（三尾氏）・羽咋君（羽咋氏）の祖と記す[3]。
河南社（南本殿：現在社）の祭神。
- 比咩神 （ひめがみ）
第26代継体天皇の母の振媛を指す。
河北社（北本殿）の祭神で、昭和46年（1971年）に河南社に遷座して相殿となり、そののち合祀された。

祭神に関しては、かつて猿田彦命（河南社）・天鈿女命（河北社）の2柱とする説があったが、三尾君の祖神を祀る神社であるとして現在は磐衝別命・比咩神の2柱が祭神に定められている。

## 歴史

### 創建
社伝に基づく祭神略系図（史書とは相違）
|             |             |             |             |             |             |          |          |          |          |          |          | 10 垂仁天皇              |                          |                          |                          |                          |                          |  |  |  |  |  |  |  |  |  |  |
|             |             |             |             |             |             |          |          |          |          |          |          |                          |                          |                          |                          |                          |                          |  |  |  |  |  |  |  |  |  |  |
|             |             |             |             |             |             |          |          |          |          |          |          | 磐衝別命 （三尾君祖）    |                          |                          |                          |                          |                          |  |  |  |  |  |  |  |  |  |  |
|             |             |             |             |             |             |          |          |          |          |          |          |                          |                          |                          |                          |                          |                          |  |  |  |  |  |  |  |  |  |  |
| 15 応神天皇 | 15 応神天皇 | 15 応神天皇 | 15 応神天皇 | 15 応神天皇 | 15 応神天皇 |          |          |          |          |          |          | 磐城別王                 | 磐城別王                 | 磐城別王                 | 磐城別王                 | 磐城別王                 | 磐城別王                 |  |  |  |  |  |  |  |  |  |  |
| 15 応神天皇 | 15 応神天皇 | 15 応神天皇 | 15 応神天皇 | 15 応神天皇 | 15 応神天皇 |          |          |          |          |          |          | 磐城別王                 | 磐城別王                 | 磐城別王                 | 磐城別王                 | 磐城別王                 | 磐城別王                 |  |  |  |  |  |  |  |  |  |  |
| 速総別王    | 速総別王    | 速総別王    | 速総別王    | 速総別王    | 速総別王    |          |          |          |          |          |          | ○                        | ○                        | ○                        | ○                        | ○                        | ○                        |  |  |  |  |  |  |  |  |  |  |
| 速総別王    | 速総別王    | 速総別王    | 速総別王    | 速総別王    | 速総別王    |          |          |          |          |          |          | ○                        | ○                        | ○                        | ○                        | ○                        | ○                        |  |  |  |  |  |  |  |  |  |  |
| ○           | ○           | ○           | ○           | ○           | ○           |          |          |          |          |          |          | ○                        | ○                        | ○                        | ○                        | ○                        | ○                        |  |  |  |  |  |  |  |  |  |  |
| ○           | ○           | ○           | ○           | ○           | ○           |          |          |          |          |          |          | ○                        | ○                        | ○                        | ○                        | ○                        | ○                        |  |  |  |  |  |  |  |  |  |  |
| ○           | ○           | ○           | ○           | ○           | ○           |          |          |          |          |          |          | ○                        | ○                        | ○                        | ○                        | ○                        | ○                        |  |  |  |  |  |  |  |  |  |  |
| ○           | ○           | ○           | ○           | ○           | ○           |          |          |          |          |          |          | ○                        | ○                        | ○                        | ○                        | ○                        | ○                        |  |  |  |  |  |  |  |  |  |  |
| ○           | ○           | ○           | ○           | ○           | ○           |          |          |          |          |          |          | ○                        | ○                        | ○                        | ○                        | ○                        | ○                        |  |  |  |  |  |  |  |  |  |  |
| ○           | ○           | ○           | ○           | ○           | ○           |          |          |          |          |          |          | ○                        | ○                        | ○                        | ○                        | ○                        | ○                        |  |  |  |  |  |  |  |  |  |  |
| 彦主人王    | 彦主人王    | 彦主人王    | 彦主人王    | 彦主人王    | 彦主人王    |          |          |          |          |          |          | 比咩神 （振姫）          | 比咩神 （振姫）          | 比咩神 （振姫）          | 比咩神 （振姫）          | 比咩神 （振姫）          | 比咩神 （振姫）          |  |  |  |  |  |  |  |  |  |  |
| 彦主人王    | 彦主人王    | 彦主人王    | 彦主人王    | 彦主人王    | 彦主人王    |          |          |          |          |          |          | 比咩神 （振姫）          | 比咩神 （振姫）          | 比咩神 （振姫）          | 比咩神 （振姫）          | 比咩神 （振姫）          | 比咩神 （振姫）          |  |  |  |  |  |  |  |  |  |  |
|             |             |             |             |             |             |          |          |          |          |          |          |                          |                          |                          |                          |                          |                          |  |  |  |  |  |  |  |  |  |  |
|             |             |             |             |             |             |          |          |          |          |          |          |                          |                          |                          |                          |                          |                          |  |  |  |  |  |  |  |  |  |  |
| 天迹部王    | 天迹部王    | 天迹部王    | 天迹部王    | 天迹部王    | 天迹部王    | 男迹部王 | 男迹部王 | 男迹部王 | 男迹部王 | 男迹部王 | 男迹部王 | 太迹部王 （26 継体天皇） | 太迹部王 （26 継体天皇） | 太迹部王 （26 継体天皇） | 太迹部王 （26 継体天皇） | 太迹部王 （26 継体天皇） | 太迹部王 （26 継体天皇） |  |  |  |  |  |  |  |  |  |  |

水尾神社は、かつて水尾川を隔てた河南社（こうなみしゃ、南本殿）・河北社（こうほくしゃ、北本殿）の二社から成ったが、現在は河南社の一社から成る。社伝では、磐衝別命は猿田彦命の天成神道を学ぶために猿田彦命を祀る当地に来住したという。そして、朝夕に猿田彦命を祀る三尾大明神（高島市永田の長田神社）を遙拝したのでこの地は「拝所（のち拝戸<はいど>）」と称され、その住居跡は「拝所御所」と称されたと伝える。磐衝別命は当地で亡くなったため、その子・磐城別王は磐衝別命を三尾山に埋葬し、磐衝別命を祀る社として「河南社（現在社）」を創建したという。
続いて社伝によると、応神天皇の第十一皇子・速総別王も天成神道を学ぶため当地に来住し、その4世孫である彦主人王は、磐城別王5世孫の振姫を妃に迎えた。そして振姫は水尾神社の拝殿を産所として、天迹部王（あまあとべ）・男迹部王（おとあとべ）・太迹部王（おおあとべ：第26代継体天皇を指す）の3子を同時に出産したという。その出産時、彦主人王は仮社を建てて安産を祈ったといい、のち天迹部王がその仮社跡に両親を祀る三重生大明神（みえなり-）を創建したのが「河北社」の始まりで、その後同社は比咩神（振姫）のみを祀るようになったと伝える。この河北社は昭和46年（1971年）に倒壊したため、現在は河南社（現在地）に遷座している。

### 概史
文献の初見は『新抄格勅符抄』で、天平神護元年（765年）に近江国の「三尾神」に対して13戸の神戸（神社付属の民戸）が給されている。その後、いずれも「三尾神」に対して延暦3年（784年）に従五位下、貞観5年（863年）に従四位下の神階が授けられた記事が見える。
延長5年（927年）成立の『延喜式』神名帳では近江国高島郡に「水尾神社二座 並名神大 月次新嘗」として、二座が名神大社に列するとともに月次祭・新嘗祭で幣帛に預かった旨が記載されている。
弘安3年（1280年）に禅智院が開かれると同院は水尾神社の別当寺となったという。その後は振るわず社勢は衰微した。
明治維新後、明治15年（1882年）に近代社格制度において郷社に列し、大正4年（1915年）に県社に列格した。

### 神階
- 延暦3年（784年）8月3日、従五位下 （『続日本紀』） - 表記は「三尾神」。
- 貞観5年（863年）閏6月27日、正五位下から従四位下 （『日本三代実録』） - 表記は「三尾神」。

## 境内

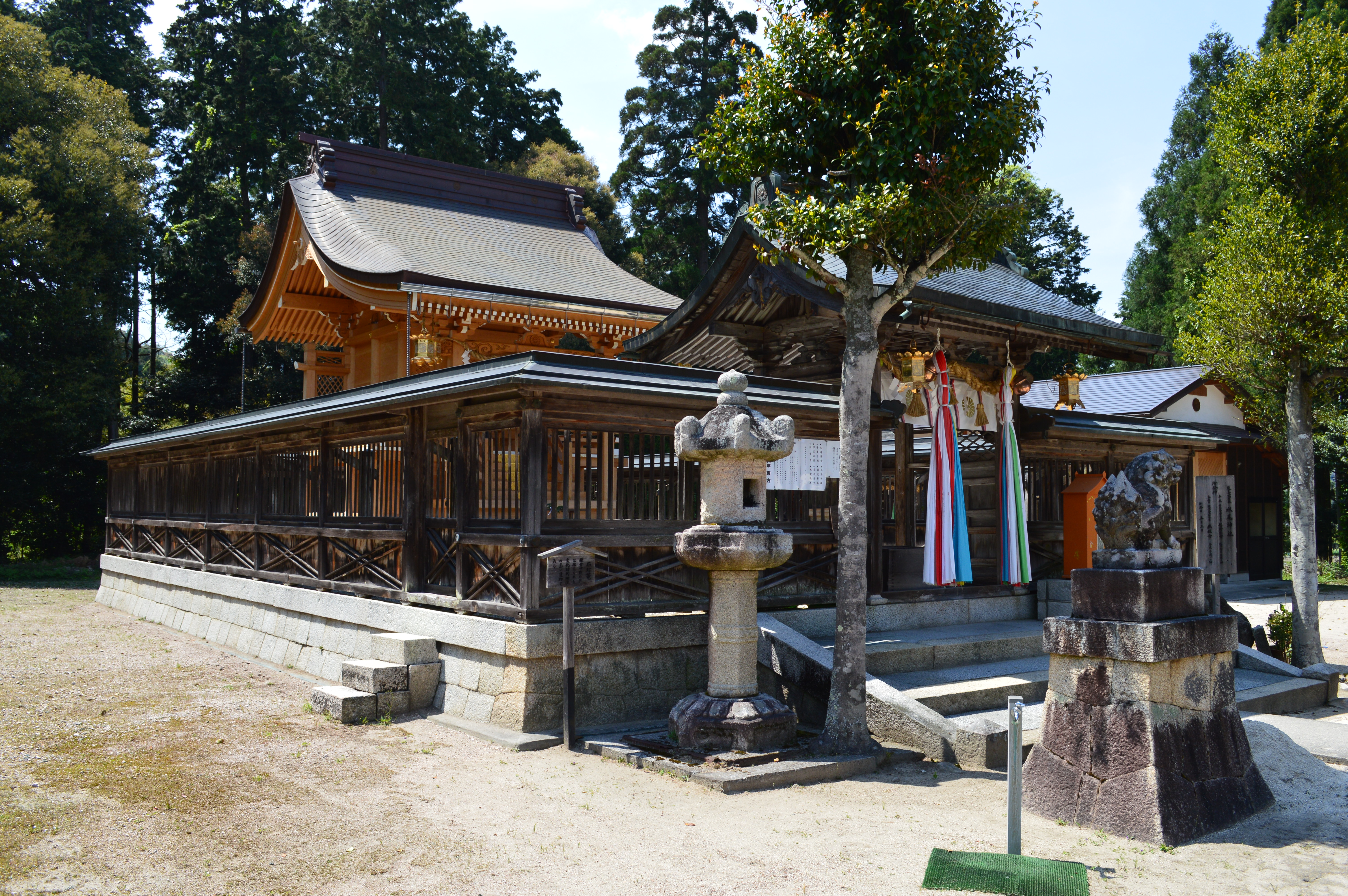
本殿・中門

本殿は一間社流造。本殿前には中門を挟んで拝殿が建てられている。拝殿は入母屋造。また境内には平成8年（1996年）に和風庭園の「水尾庭園」が完成した。
そのほか、境内裏手の山中には6世紀の群集墳（拝戸古墳群）が残っており、うち皇子塚は三尾君祖の墳墓であると伝える。

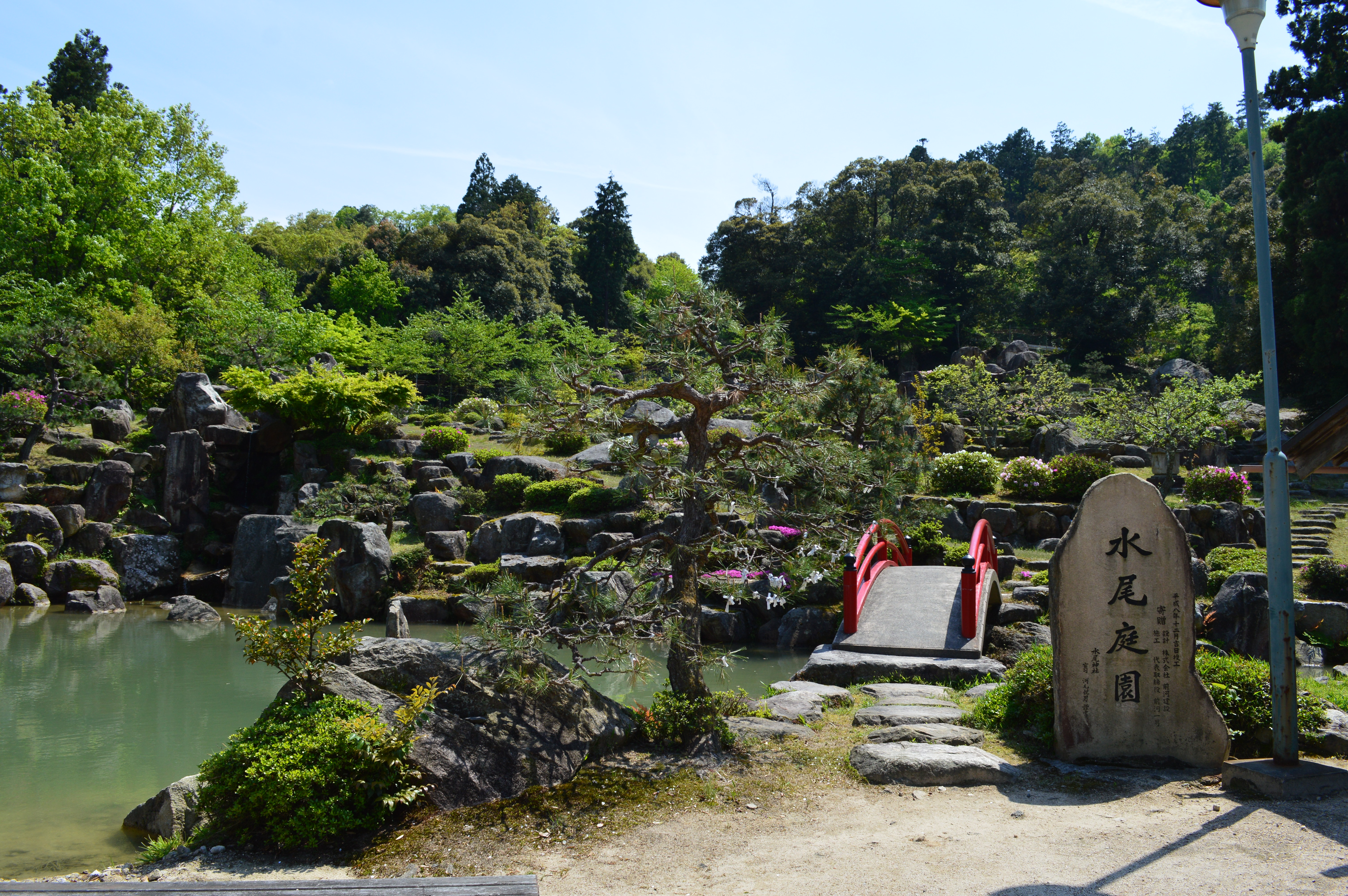
水尾庭園

## 摂末社

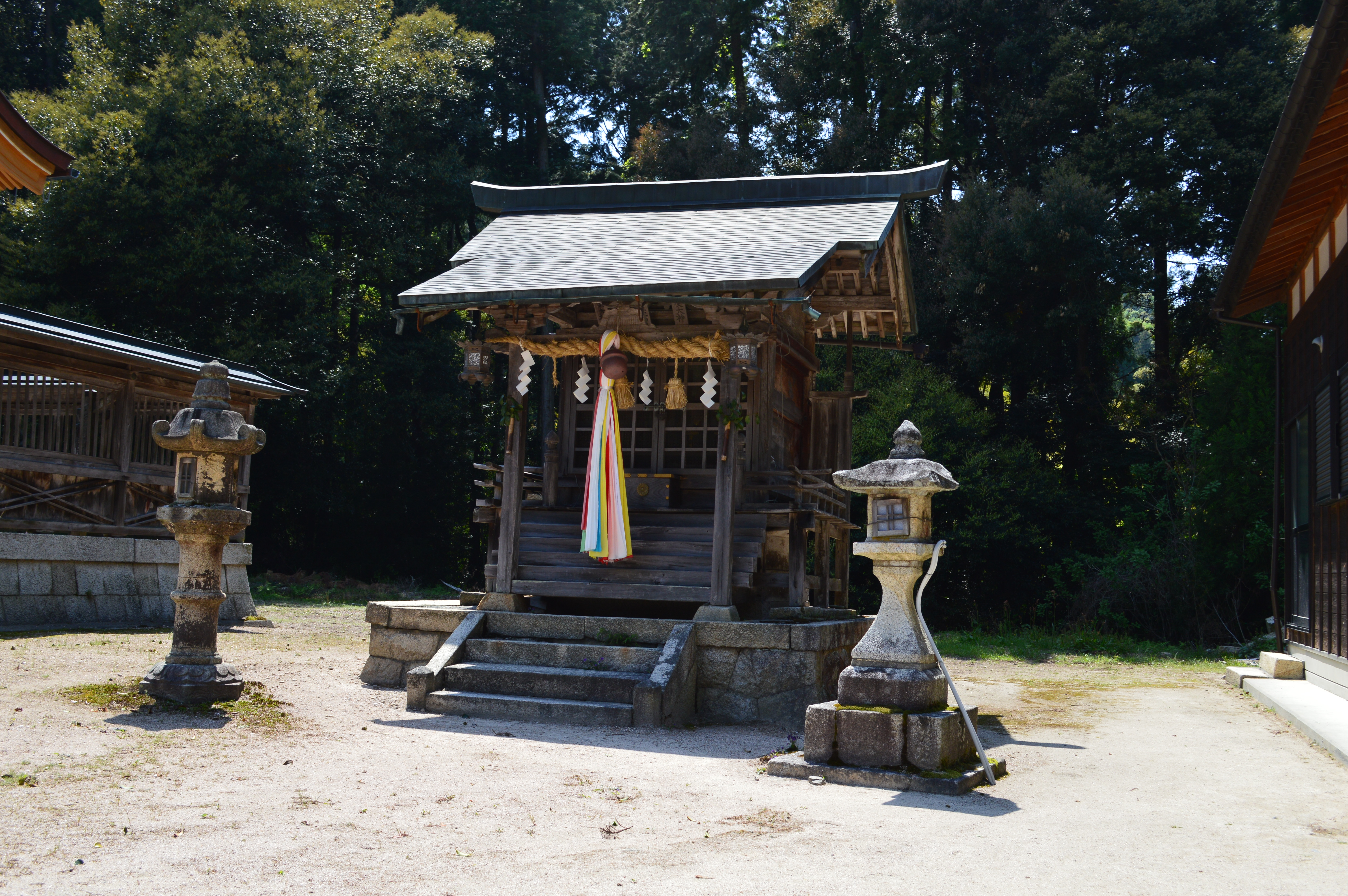
八幡社

- 八幡社（3社相殿）[5] - 3社は独立社であったが明治44年（1911年）に1殿に併祀。
  - 神明神社 - 祭神：天照皇大神、豊受大神。
  - 八幡神社 - 祭神：応神天皇、速総別命（応神天皇皇子）。
  - 秋葉神社 - 祭神：火結命。天正15年（1587年）に秋葉神社から勧請。

## 祭事
- 歳旦祭 （1月1日）[6]
- 左義長祭 （1月15日）
- 祈年祭 （3月16日）
- 鎮火祭 （4月15日）
- 例祭 （5月3日）
- 泥落祭 （6月初旬）
- 百燈祭 （6月26日）
- 敬老祭、八幡神社例祭、戦没者慰霊祭 （9月15日）
- 秋葉神社例祭 （9月18日）
- 秋正月 （10月17日）
- 新嘗祭 （11月23日）

## 関係地
- 北本殿跡
  - 所在地：高島市上拝戸（北緯35度18分45.78秒 東経135度59分6.86秒 / 北緯35.3127167度 東経135.9852389度）

河北社（北本殿）跡。昭和46年（1971年）の台風で倒壊したため、河南社（現・水尾神社）に遷座した。跡地には石碑が建てられていたが、それものちに移転したため遺構はない[7]。
- 長田神社
  - 所在地：高島市永田（北緯35度18分23.31秒 東経136度0分25.92秒 / 北緯35.3064750度 東経136.0072000度）

式内社。磐衝別命が朝夕拝んだ「三尾大明神」であるという[2]。
- 大炊神社 （おおたきじんじゃ）
  - 所在地：高島市音羽（北緯35度17分59.87秒 東経136度0分5.15秒 / 北緯35.2999639度 東経136.0014306度）

水尾神社の大炊殿の跡であるという[3]。また、社頭の大石は水尾神社一の鳥居の礎石であるともいう[3]。
- 太田神社
  - 所在地：高島市安曇川町青柳（北緯35度20分0.08秒 東経136度1分55.57秒 / 北緯35.3333556度 東経136.0321028度）

旧称「新宮神社」[2]。水尾神社の御旅所であったといい、水尾神社との距離から往時の威勢が指摘される[3]。
- 三重生神社 （みおうじんじゃ）
  - 所在地：高島市安曇川町常磐木（北緯35度20分38.59秒 東経136度0分33.14秒 / 北緯35.3440528度 東経136.0092056度）

式内社。祭神は彦主人王と振姫。社名「三重生」は振姫の産んだ3子に因むとされる。
- 安産もたれ石
  - 所在地：高島市安曇川町田中（北緯35度20分18.84秒 東経136度0分29.06秒 / 北緯35.3385667度 東経136.0080722度）

振姫の3子出産伝承地。
- 田中王塚古墳（安曇陵墓参考地）
  - 所在地：高島市安曇川町田中（北緯35度20分24.57秒 東経136度0分24.07秒 / 北緯35.3401583度 東経136.0066861度）

彦主人王墓の伝承地。

## 考証

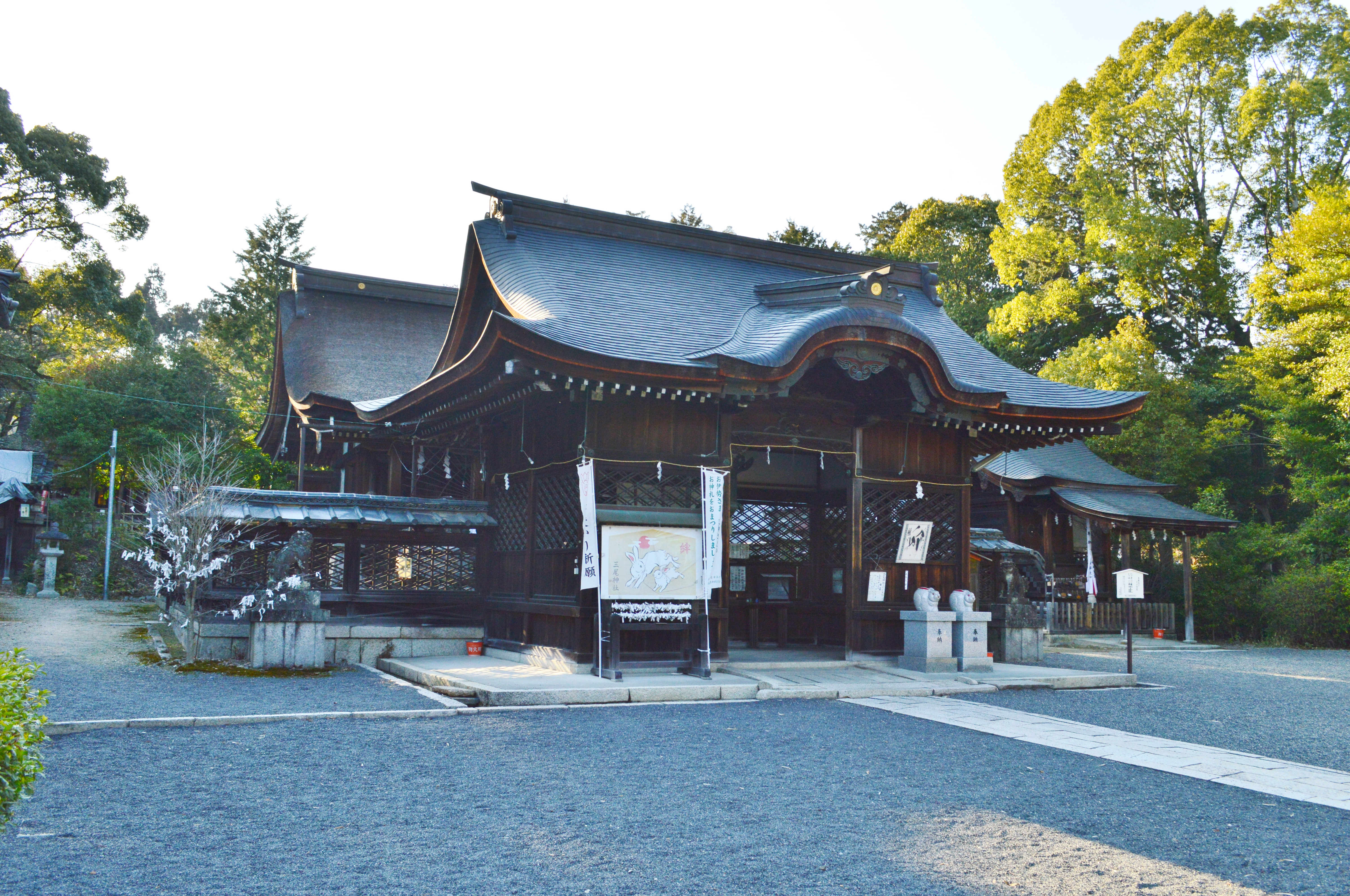
三尾神社（滋賀県大津市）

水尾神社との関係が推測される神社として、滋賀県大津市の園城寺近くに地主神の三尾神社が知られる。『輿地志略』によると、同社は霊材に乗って高島郡三尾崎から大津に流れ着いた3神を祀るという。このことから、水尾神社との関連が指摘されるとともに、史料に見える「近江国三尾神」がこちらを指す可能性の指摘もある。

## 現地情報
所在地
- 滋賀県高島市拝戸716

交通アクセス
- 鉄道：西日本旅客鉄道（JR西日本）湖西線 近江高島駅 （徒歩約35分）